# Municipio de Nelson (Minnesota)
El municipio de Nelson (en inglés: Nelson Township) es un municipio ubicado en el condado de Watonwan en el estado estadounidense de Minnesota. En el año 2010 tenía una población de 287 habitantes y una densidad poblacional de 3,11 personas por km².

## Geografía
El municipio de Nelson se encuentra ubicado en las coordenadas 44°3′51″N 94°40′11″O / 44.06417, -94.66972. Según la Oficina del Censo de los Estados Unidos, el municipio tiene una superficie total de 92.28 km², de la cual 92,28 km² corresponden a tierra firme y (0 %) 0 km² es agua.

## Demografía
Según el censo de 2010, había 287 personas residiendo en el municipio de Nelson. La densidad de población era de 3,11 hab./km². De los 287 habitantes, el municipio de Nelson estaba compuesto por el 100 % blancos. Del total de la población el 1,05 % eran hispanos o latinos de cualquier raza.